# جانغ جيو ري
هونغ جي هي (بالكورية: 장규리)‏ هي ممثلة كورية جنوبية ومغنية سابقة. ولدت يوم 27 ديسمبر 1997 في سول في كوريا الجنوبية.

## روابط خارجية
- جانغ جيو-ري على موقع IMDb (الإنجليزية)
- جانغ جيو-ري على موقع ميوزك برينز (الإنجليزية)
- جانغ جيو-ري على موقع أول ميوزيك (الإنجليزية)
- جانغ جيو-ري على موقع ديسكوغز (الإنجليزية)
- جانغ جيو-ري على موقع قاعدة بيانات الفيلم (الإنجليزية)
- جانغ جيو-ري على موقع ليتربوكسد (الإنجليزية)